# Тезамі
Тезамі (груз. თეზამი) — село в Грузії.
За даними перепису населення 2014 року в селі проживає 24 особи.